# Chlorornis riefferii
La tangara lorito (Chlorornis riefferii), también denominada tangara verde esmeralda (en Perú), tangara verdiesmeralda (en Ecuador), frutero verde claro o clorornis patirrojo (en Colombia), es una especie de ave paseriforme de la familia Thraupidae, la única perteneciente al  género Chlorornis. Es nativa de la región andina del noroeste y oeste de América del Sur.

## Distribución y hábitat
Se distribuye a lo largo de la cordillera de los Andes, desde el norte de Colombia (por los Andes orientales, centrales y occidentales) hacia el sur, por las pendientes oriental y occidental de Ecuador, y por la pendiente oriental de Perú, hasta el oeste de Bolivia (Cochabamba).
Esta especie es considerada bastante común en sus hábitats naturales: las selvas montanas y sus bordes, principalmente en altitudes entre 2000 y 3000 m.

## Descripción
Mide en promedio 20 cm de longitud y pesa 53 g. El plumaje es verde esmeralda brillante, con la frente y la cara de color rojo castaño a manera de máscara, así como también el crissum; pico y patas anaranjados.

## Comportamiento
Se ve en parejas o en grupos de tres a seis individuos. Busca alimento principalmente en la mitad superior de los árboles y come frutas e insectos. Casi siempre parece perezoso y regularmente acompaña bandadas mixtas de otros tráupidos, algunas veces bastante manso.

### Reproducción
Su nido es hecho en el suelo con musgos y helechos. La hembra pone un huevo de color gris con puntos brillantes púrpura.

### Vocalización
El llamado de contacto es un distintivo, seco y nasal «enk» o «eck» algunas veces dado en serie. El canto, dado con menos frecuencia, es rápido y complejo, y consiste en una serie de notas nasales, algunas veces repetidas seguidamente.

## Sistemática

### Descripción original
La especie C. riefferii fue descrita por primera vez por el ornitólogo francés Auguste Boissonneau en 1840 bajo el nombre científico Tanagra riefferii; su localidad tipo es: «Santa Fe de Bogotá, Colombia».
El género Chlorornis fue propuesto por el zoólogo alemán Heinrich Gottlieb Ludwig Reichenbach en 1850.

### Etimología
El nombre genérico masculino «Chlorornis» se compone de las palabras griegas «khlōros»: verde, y «ornis»: pájaro; y el nombre de la especie «riefferii» conmemora al colector francés Gabriel Rieffer (fl. 1840).

### Taxonomía
Los amplios estudios filogenéticos recientes demuestran que la presente especie es hermana del género Cnemathraupis, en una subfamilia Thraupinae.

### Subespecies
Según las clasificaciones del Congreso Ornitológico Internacional (IOC) y Clements Checklist/eBird v.2019 se reconocen cinco subespecies, con su correspondiente distribución geográfica:
- Chlorornis riefferii riefferii (Boissonneau, 1840) – Andes de Colombia y Ecuador.
- Chlorornis riefferii dilutus J.T. Zimmer, 1947 – Andes centrales del norte de Perú.
- Chlorornis riefferii elegans (Tschudi, 1844) – Andes del centro de Perú (Junín).
- Chlorornis riefferii celatus J.T. Zimmer, 1947 – Andes del extremos sureste de Perú (Puno).
- Chlorornis riefferii bolivianus (Berlepsch, 1912) – Andes del oeste de Bolivia (La Paz y Cochabamba).